# گلسنگ بوته‌ای

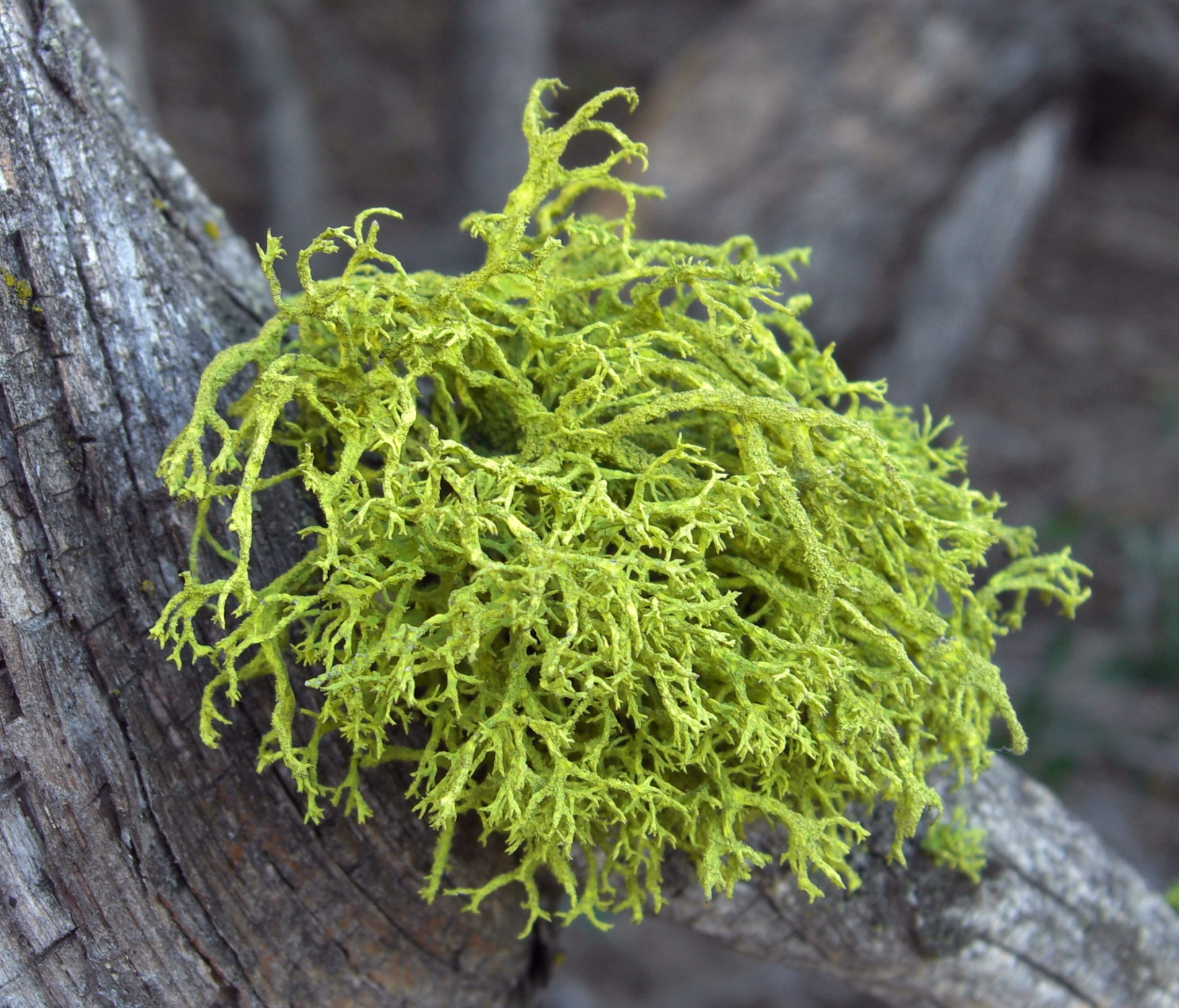
Letharia vulpina، گونه ای از گلسنگ بوته‌ای.

گلسنگ بوته‌ای (Fruticose lichen) نوعی گلسنگ قارچی است که با ساختار رشد بوته‌ای و مرجان‌مانند مشخص می‌شود. این ساختار برگرفته از همزیستی متقابل موجودات ذره‌بینی فتوسنتزکننده - مثل جلبک‌های سبز یا سیانوباکترهای معمول - و یک یا حتی چند نمونه (بیش از یک گونه) گوناگون قارچ میکروبی (mycobionts) ایجاد می‌گردد. گلسنگ‌های بوته‌ای یک نژاد تک‌تباری و یک‌کلادی نیستند (یک کلاد شامل جد مشترک و همه تبارهایی می‌باشد که از آن مشتق شده‌است)، ولی در این شکل ظاهری، خانواده‌های متنوعی پیدا می‌شوند. گلسنگ‌های بوته‌ای ساختار گیاهی پیچیده‌ای دارند که شامل شکل ظاهری ایستاده بوته‌گون یا آویزان است. مشابه گلسنگ‌های دیگر، می‌توانند مقدار زیادی بی‌آبی یا خشکی را تحمل کنند. آنها رشد آهسته و کندی دارند و معمولاً در نواحی مثل روی پوست درخت‌ها، سطح صخره‌ها و مناطق کوهستانی و حتی شمالگان روی خاک دیده می‌شوند.
گلسنگ‌های بوته‌ای گلسنگ‌هایی هستند که از یک ریسه (تال) شبه‌بوته‌ای یا بوته‌ای و گیره ریشه تشکیل شده‌اند. ریسه جسم رویشی گلسنگ است که فاقد برگ، ساقه یا ریشه واقعی است. رنگ ریسه تحت تأثیر جلبک‌های موجود در گلسنگ، ترکیبات ایجاد شده توسط گلسنگ، ساختار نخینه‌های (هیف‌های) قارچی، و میزان نور و آب در محیط رشد آن است. رنگ روشن ریسه با شرایط نوری کمتر در محیط رشد مرتبط است.
گلسنگ‌ها با قابلیت خنثی‌سازی انرژی نوریِ بیش از حد، در برابر کم‌آبی مطلق دوام می‌آورند. آنچه ویژگی و خصلت گلسنگ بوته‌ای محسوب می‌شود، شکل ظاهری ریسه آن است. همانند گلسنگ‌های پوسته‌ای، گلسنگ بوته‌ای هم شامل پایه‌نگهدارنده (گیره ریشه) است؛ مانند لنگری برای رشد گلسنگ که در شکاف صخره‌ها، روی شن‌های روان یا در خاک کار گذاشته می‌شود.

## رشد و ساختار

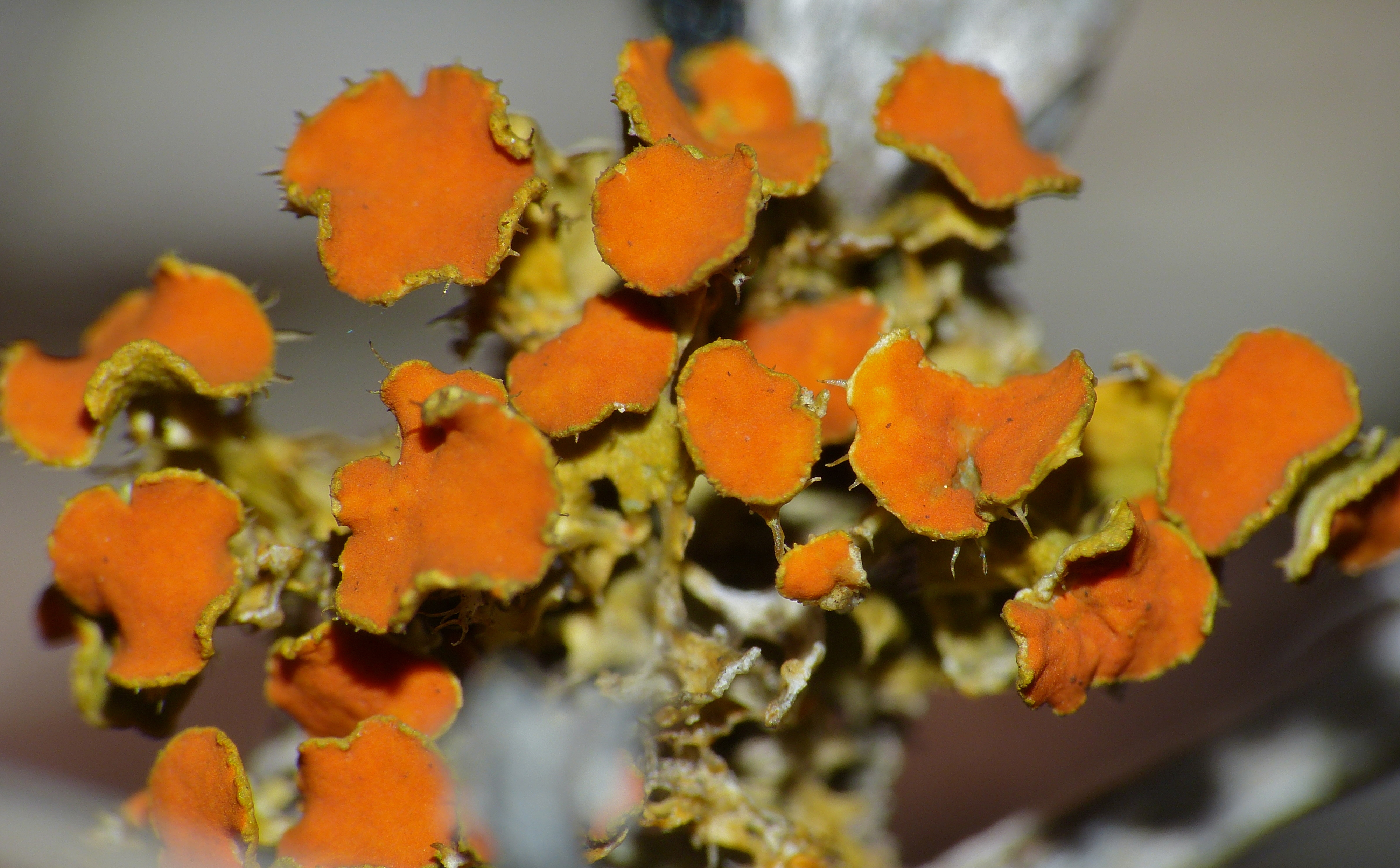
Teloschistes chrysophthalmus

## تنوع

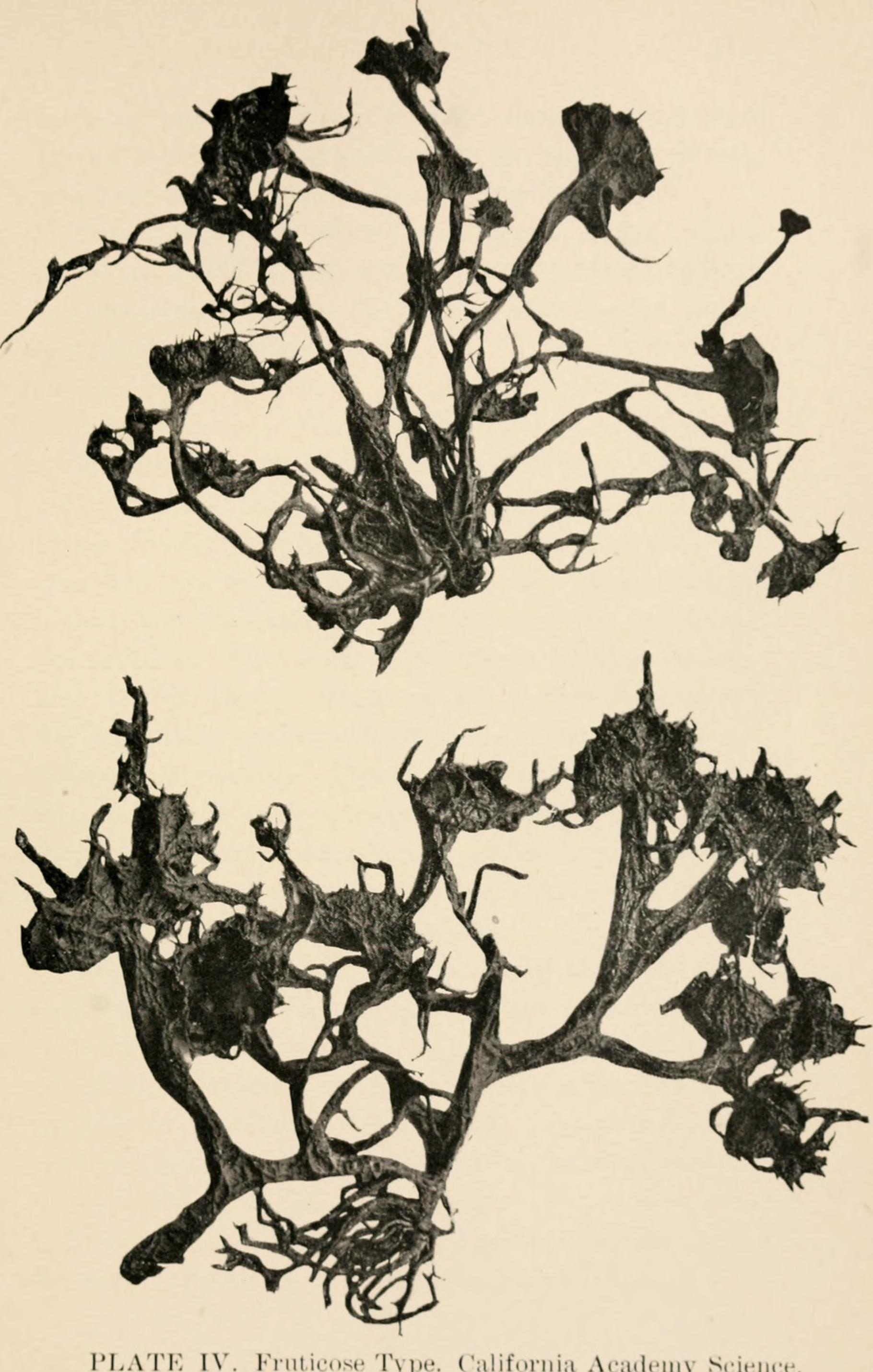

## اهمیت اقتصادی و زیست‌محیطی

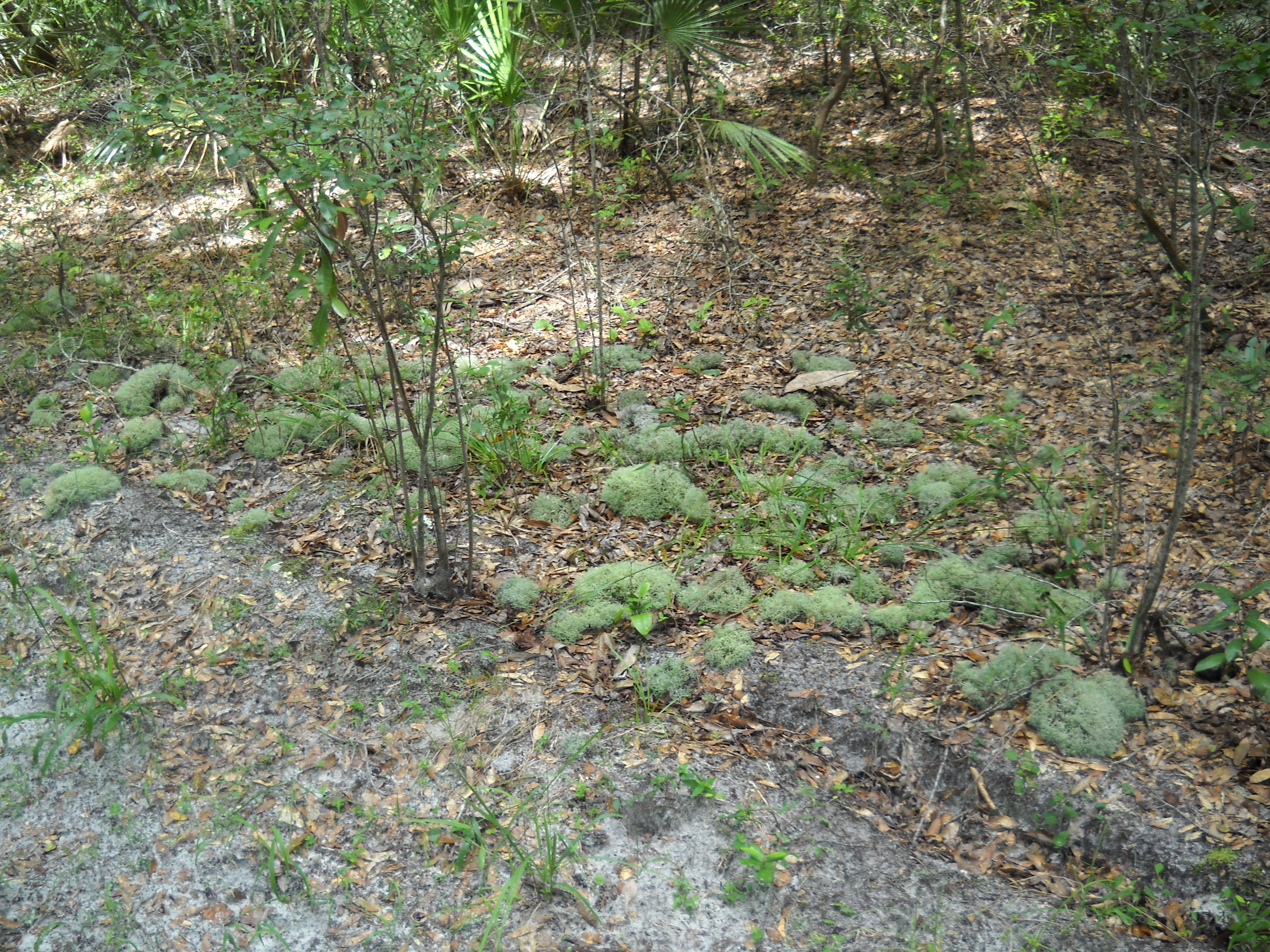
گروه گلسنگ میوه ای